# この本を盗む者は
『この本を盗む者は』（このほんをぬすむものは）は、深緑野分のファンタジー小説。KADOKAWAより2020年10月8日に刊行された。メディアミックスとして、空カケルによるコミカライズが2021年から2023年にかけて連載。劇場アニメが2025年12月に公開予定。

## 概要
2021年本屋大賞にノミネートされた。また、紀伊国屋書店主催のキノベス!2021で第3位に選出された。
深緑の短編集『空想の海』には本作のスピンオフ短編「本泥棒を呪う者は」が収録されている。

## あらすじ
大きな書庫である御倉館の本が盗まれる。その結果、町は話の世界の中に入ってしまう。御倉深冬は本を盗んだ者を見つけ、この事態を打開しようとする。

## 書誌情報
- 単行本：KADOKAWA、2020年10月8日発売[13]、ISBN 978-4-04-109269-9
- 文庫：KADOKAWA〈角川文庫〉、2023年6月13日発売[14]、ISBN 978-4-04-113411-5

## 漫画
空カケルによるコミカライズが『ヤングエース』2022年1月号から2023年4月号まで連載された。

### 書誌情報（漫画）
- 深緑野分（原作）・空カケル（漫画） 『この本を盗む者は』 KADOKAWA〈角川コミックス・エース〉、全3巻
  1. 2022年6月3日発売[15]、ISBN 978-4-04-112385-0
  2. 2022年11月4日発売[16]、ISBN 9784-04-113057-5
  3. 2023年4月4日発売[17]、ISBN 978-4-04-113511-2

## アニメ映画
2025年12月公開予定。

### スタッフ
- 原作：深緑野分「この本を盗む者は」（角川文庫/KADOKAWA刊）[12][18]
- 監督：福岡大生[12][19][20]
- 脚本：中西やすひろ[12][18][21]
- キャラクターデザイン・作画監督：黒澤桂子[12][18][22]
- 音楽：大島ミチル[12][18][23]
- アニメーションプロデューサー：比嘉勇二[12][18]
- 配給：角川ANIMATION
- 制作：かごかん[12][24]